# Seleção Barbadiana de Handebol Masculino
A Seleção Barbadiana de Handebol Masculino representa Barbados nas competições internacionais de handebol organizadas pela Confederação da América do Norte e do Caribe de Handebol (NACHC), pela Federação Internacional de Handebol (IHF) e pelo Comitê Olímpico Internacional (COI), e é governada pela Handball Association of Barbados.

## Histórico
A Handball Association of Barbados é membro da IHF desde 2004 e da NACHC desde 2011. A equipe nacional ainda está em formação e participou de seu primeiro torneio internacional em 2019, quando competiu no Campeonato de Nações Emergentes da América do Norte e do Caribe da IHF  e terminou na décima segunda posição entre doze equipes. Nesse torneio para países em desenvolvimento de handebol na América do Norte e no Caribe, organizado pela IHF, eles perderam na fase preliminar para os EUA (12-68) e Cuba (7-45) e na disputa pelo 9º lugar para Trinidad e Tobago (23-45), Dominica (30-39) e São Cristóvão e Nevis (26-38)

## Competições

### Campeonato de Nações Emergentes da América do Norte e do Caribe da IHF
| Ano   | Fase                | Posição | JG | V | E | D | GF | GS  | DF   |
| ----- | ------------------- | ------- | -- | - | - | - | -- | --- | ---- |
| 2019  | Disputa do 9º lugar | 12º     | 5  | 0 | 0 | 5 | 98 | 234 | -136 |
| Total | 1/1                 | -       | 5  | 0 | 0 | 5 | 98 | 234 | -136 |